# Réseau hospitalier IRIS
Le réseau hospitalier IRIS (pour Interhospitalière Régionale des Infrastructures de Soins) est une association de droit public créée en 1995 qui regroupe les hôpitaux publics de six communes de la Région de Bruxelles Capitale : Anderlecht, Bruxelles, Etterbeek, Ixelles, Saint-Gilles et Schaerbeek. Le siège social de l'association est établi Rue Dejoncker, 46 à 1060 Saint-Gilles.

Le réseau IRIS comporte aujourd'hui 5 hôpitaux publics : le CHU Brugmann, le CHU Saint-Pierre, l'Huderf (Hôpital Universitaire des Enfants Reine Fabiola), l'Institut Jules Bordet et les Hôpitaux Iris Sud. Ces hôpitaux sont répartis sur 13 sites différents, eux-mêmes divisés en pôles géographiques. Le réseau comporte également 4 structures communes qui coordonnent notamment les achats et les formations.

## Historique
À sa création, le réseau comportait neuf hôpitaux publics (CHU Brugmann, CHU Saint-Pierre, Centre Hospitalier Paul Brien, Clinique César de Paepe, Hôpital Baron Lambert, Hôpital d'Etterbeek-Ixelles, Hôpital Bracops, HUDERF, Institut Jules Bordet). Progressivement, les hôpitaux font fusionner entre eux :
- en 1999[3] fusion de quatre hôpitaux (l'Hôpital Molière Lonchamps, l'Hôpital Etterbeek Ixelles, l'Hôpital Bracops et la Clinique Baron Lambert) pour créer les Hôpitaux IRIS Sud.
- en 1999, association du Centre Hospitalier Paul Brien au CHU Brugmann.
- en 2000[4], rattachement du site hospitalier de Jette, auparavant exploité par la commune et le CPAS de Jette depuis 1974. Ce site est appelé René Magritte.
- en 2006[5],[6], rachat de la Clinique César De Paepe par le CHU Saint-Pierre.
- en 2007[7], convention entre l'hôpital militaire Reine Astrid et le CHU Brugmann créant le site Reine Astrid du CHU Brugmann. Ce nouveau site entraine la fermeture du site René Magritte.
- en 2013, rachat par le CHU Saint-Pierre de la Clinique Antoine Depage.
- en 2014 [8], reprise des lits hospitaliers de l'institut Pacheco par le CHU Saint-Pierre.
- en 2015[9], fusion de quatre hôpitaux (le CHU Brugmann, le CHU Saint-Pierre, l'Hôpital Universitaire des Enfants et l'institut Jules Bordet) pour créer le Centre Hospitalier Universitaire de Bruxelles (CHUB).
- En décembre 2021[10], le CHUB est dissous, mais l'Hôpital Universitaire des Enfants et l'institut Jules Bordet rejoignent l'Hopital Universitaire de Bruxelles (HUB) qui est un groupement hospitalier comprenant également l'Hôpital Erasme.

## Sites Hospitaliers
- Pôle Sud de Bruxelles : HIS-IZZ
  - Hôpital Molière Lonchamp à Forest, faisant partie de HIS
  - Hôpital Etterbeek-Ixelles à Ixelles, faisant partie de HIS
  - Hôpital Joseph Bracops à Anderlecht, faisant partie de HIS
  - Polyclinique Baron Lambert à Etterbeek, faisant partie de HIS
- Pôle Nord de Bruxelles : OSIRIS[11],[12]
  - Hôpital Universitaire Des Enfants Reine Fabiola à Laeken, faisant partie de CHUB
  - CHU Brugmann à Laeken, faisant partie de CHUB
  - Centre Hospitalier Paul Brien à Schaerbeek, faisant partie du CHU Brugman)
  - Hôpital Reine Astrid à Neder-Over-Heembeek, sur le site de l'hôpital militaire et faisant partie du CHU Brugman)
- Pôle Centre de Bruxelles
  - CHU Saint-Pierre à Bruxelles, faisant partie de CHUB
  - Institut Jules Bordet à Bruxelles, faisant partie de CHUB
  - Clinique César De Paepe à Bruxelles, faisant partie du CHU Saint-Pierre)
  - Institut Pacheco à Bruxelles, faisant partie du CHU Saint-Pierre)
  - Polyclinique Antoine Depage à Saint-Gilles, faisant partie du CHU Saint-Pierre)

## Structures communes
- IRIS-faîtière[13] prend en charge la direction et la gestion générale des activités hospitalières (coordination, intégration des politiques, stratégie générale du réseau, tutelle sur les plans d’établissement des hôpitaux, leurs plans financiers, leurs budgets, leurs marchés publics au-delà d’un certain montant, leurs règlements de personnel, leurs conventions avec d'autres partenaires de soins et la désignation de leurs directeurs généraux). À noter qu'il n'existe qu’une seule association faîtière d'hôpitaux publics en Belgique, régie par le chapitre 12 bis de la loi du 8 juillet 1976 sur les CPAS. Ce chapitre a été introduit par le législateur spécifiquement pour l'association IRIS.
- IRIS-achats[14], créée en 2002 prend en charge l'organisation des marchés publics de produits, de services et d'équipements médicaux.
- LHUB-ULB[15] est le laboratoire commun multisite des hôpitaux du réseau.
- IRIS-Recherche[16] est une asbl créée en 2006, dans le but de développer la recherche dans le réseau iris. Depuis 2010, IRIS-Recherche gère un fonds auprès de la Fondation Roi Baudouin pour financer les projets de recherche clinique dans le réseau.